# San Andrés, Tantima
San Andrés är en ort i Mexiko.   Den ligger i kommunen Tantima och delstaten Veracruz, i den sydöstra delen av landet, 260 km nordost om huvudstaden Mexico City. San Andrés ligger 60 meter över havet och antalet invånare är 205.
Terrängen runt San Andrés är platt. Runt San Andrés är det ganska tätbefolkat, med 134 invånare per kvadratkilometer. Närmaste större samhälle är Naranjos, 14,0 km sydost om San Andrés. Omgivningarna runt San Andrés är en mosaik av jordbruksmark och naturlig växtlighet.